# 羅塞塔·卡塔內奧
羅塞塔·卡塔內奧（1919年1月14日—1988年7月14日），是意大利短跑运动员，意大利女子200米记录保持者，时间为25.3秒，1940年建立。

## 生平
卡塔內奧在1938年維也納舉行的歐洲田徑錦標賽400米接力赛中获得铜牌，隊友包括瑪麗亞·阿波羅尼奧 、 瑪麗亞·阿爾費羅和意大利·盧基尼。1937年至1942年間代表国家队出場8次。 

## 成就
| 年     | 竞赛           | 场地   | 排名 | 事件      | 表现   | 注脚  |
| ------ | -------------- | ------ | ---- | --------- | ------ | ----- |
| 1938年 | 歐洲田徑錦標賽 | 维也纳 | 第三 | 4×100接力 | 50.4秒 | [ 3 ] |

## 国家头衔
羅塞塔·卡塔內奧曾四次获得个人全国冠军。 
- 4次贏得200米冠军（1939年、1940年、1942年、1943年）